# Damalis conspicua
Damalis conspicua là một loài ruồi trong họ Asilidae. Damalis conspicua được Curran miêu tả năm 1934. Loài này phân bố ở vùng nhiệt đới châu Phi.